# Хрвоє Бенич
Хрвоє Бенич (26 квітня 1992) — хорватський ватерполіст.
Призер Чемпіонату світу з водних видів спорту 2019 року.